# Saí-de-barriga-branca
Dácnis-de-barriga-branca ou saí-de-barriga-branca (Dacnis albiventris) é uma espécie de ave da família Thraupidae.
Pode ser encontrada nos seguintes países: Brasil, Colômbia, Equador, Peru e Venezuela. Seus habitats naturais são: florestas subtropicais ou tropicais húmidas de baixa altitude.